# ارنست دوباره می‌راند
ارنست دوباره می‌راند (انگلیسی: Ernest Rides Again) یک فیلم در ژانر کمدی به کارگردانی جان آر. چری سوم است که در سال ۱۹۹۳ منتشر شد. از بازیگران آن می‌توان به جیم وارنی، تام باتلر، و لیندا کش اشاره کرد.